# Eugenio Melandri
Eugenio Melandri (Brisighella, 21 settembre 1948 – Ravenna, 27 ottobre 2019) è stato un politico e presbitero italiano, esponente di Democrazia Proletaria e già parlamentare europeo.

## Biografia
Nel 1974 entrò nei Missionari Saveriani, dove rimarrà fino alla sospensione a divinis nel 1989 causata dalla sua elezione a parlamentare europeo. Nel 1980 divenne direttore della rivista dei Saveriani Missione Oggi.
In quel periodo fu esponente di punta del mondo pacifista, sostenne il diritto all'obiezione di coscienza, partecipò in prima linea alle manifestazioni contro l'installazione dei missili nella Base NATO Comiso e alla lotta contro la Mostra Navale Italiana (ribattezzata Mostra Navale Bellica) alla Fiera Internazionale di Genova, diventò obiettore di coscienza alle spese militari e lanciò la campagna per il disarmo unilaterale.
Assieme alla rivista Nigrizia dei Missionari Comboniani diretta da padre Alessandro Zanotelli e al Gruppo Abele guidato da don Luigi Ciotti e una serie di altre organizzazioni della società civile, sostenuti da Democrazia Proletaria, unico partito ad aderire all'iniziativa, sull'onda di alcuni scandali che avevano coinvolto militari italiani impegnati in "missioni di pace" e della scoperta che alcune fabbriche italiane erano direttamente coinvolte nelle guerre in Africa, in particolare nel conflitto fra Etiopia ed Eritrea attraverso la fornitura di armamenti, diede vita a un "Comitato contro i mercanti di morte" che organizzò una grande raccolta di firme per la presentazione di una proposta di legge di iniziativa popolare che, portata dalla sinistra in Parlamento grazie al progressivo coinvolgimento dell'ARCI e della FGCI che riuscirono a convincere il PCI e il Partito Radicale divenne la legge n.° 185/1990 che introdusse importanti limitazioni al commercio d'armamenti come il divieto di fornire armi a paesi in condizioni di belligeranza.
Fu eletto deputato europeo alle elezioni del 1989 per la lista di Democrazia Proletaria. Fu vicepresidente dell'Assemblea paritetica della convenzione tra gli Stati dell'Africa, dei Caraibi e del Pacifico e la Comunità economica europea (ACP-CEE) e della Delegazione alla Commissione parlamentare mista Spazio economico europeo; membro della Commissione per lo sviluppo e la cooperazione. Fondò, nel frattempo, l'Associazione Senzaconfine, per i diritti degli immigrati, e insieme a Dino Frisullo si spese perché i diritti non fossero riservati ai soli cittadini italiani.
Nel febbraio 1991 - durante la Guerra del Golfo - fu tra promotori la campagna “Un Ponte per Baghdad”, che poi avrebbe dato vita all'associazione umanitaria Un Ponte Per.
Nel 1992 fu eletto al Parlamento Italiano con Rifondazione Comunista, ma si dimise dall'incarico dopo pochi mesi per non tenere due mandati parlamentari; venne sostituito da Mauro Guerra. Nel dicembre del 1992 partecipò con altri parlamentari italiani alla marcia per la pace promossa dall'associazione pacifista Beati costruttori di pace per interrompere l'Assedio di Sarajevo.
Dopo aver militato per alcuni anni nella Lega degli obiettori di coscienza, con Massimo Paolicelli e Claudio Di Biasi decise di fondare, il 27 novembre 1994, l'AON - Associazione Obiettori Nonviolenti, di cui fu il primo presidente, interrompendo così l'espressione politica unitaria degli obiettori di coscienza italiani. Le due associazioni, insieme a Pax Christi, promossero il primo Giubileo degli obiettori di coscienza il 4 novembre 2000.
Si ripresentò tra le file di Rifondazione Comunista alle consultazioni europee del 1994: candidato nelle circoscrizioni nord-est e nord-ovest, ottenne 14.615 voti nella prima e 21.910 nella seconda, risultando in ambo i casi il primo dei non eletti.
Il 15 settembre 2019 comunicò sul suo profilo Facebook di essere stato reinserito nel clero bolognese grazie all'arcivescovo Matteo Zuppi avendo quindi la possibilità di ritornare a celebrare l'eucaristia ed amministrare i Sacramenti e, successivamente, di rientrare nella congregazione dei Saveriani. La prima celebrazione avvenne il 20 ottobre successivo, in coincidenza con la Giornata missionaria mondiale.
Eugenio Melandri è morto il 27 ottobre 2019 a 71 anni, dopo una lunga malattia.

## Opere
- I protagonisti, Bologna, EMI, 1984, ISBN 88-307-0012-6
- Storie di armi e di mine, Parma, Missione Oggi, 1987 (a cura di)
- Bella Italia, armate sponde, Irene Edizioni, Roma, 1989 (con Stefano Semenzato)
- Prefazione, in Brian Martin, La piramide rovesciata per sradicare la guerra, Molfetta, La meridiana, 1990, ISBN 88-85221-01-7
- Il coraggio della denuncia: i giornali cattolici del dissenso, [S.l : s.n.], 1994?
- La cooperazione dai bisogni ai diritti, EMI, Bologna, 2007 (con Guido Barbera), ISBN 978-88-307-1677-3
- L'alba della democrazia: viaggio nel Congo che cambia, EMI, Bologna, 2007, ISBN 978-88-307-1613-1